# Microstorie
Microstorie è stata una collana diretta da Giovanni Levi (direttore della rivista "Quaderni storici") e Carlo Ginzburg per la Giulio Einaudi Editore dal 1981 al 1991 per complessivi 21 libri. Dietro la collana c'era una visione della storia basata su ricerche locali e su episodi piccoli o periferici che però raccontino la vicenda umana in modo esemplare. Inoltre, la collana partiva dal successo ottenuto da Ginzburg con il suo Il formaggio e i vermi (1976) e dal gruppo francese rotante attorno alla rivista "Les Annales".

## Libri
I titoli della collana furono:
- 1. Carlo Ginzburg, Indagini su Piero: il Battesimo, il ciclo di Arezzo, la Flagellazione di Urbino (1981, 1982)
- 2. Edward Palmer Thompson, Società patrizia, cultura plebea: otto saggi di antropologia storica sull'Inghilterra del Settecento (1981, 1987)
- 3. Raul Merzario, Il paese stretto: strategie matrimoniali nella diocesi di Como, secoli XVI-XVIII (1981)
- 4. Pietro Marcenaro e Vittorio Foa, Riprendere tempo: un dialogo con postilla (1982)
- 5. Jean-Claude Schmitt, Il santo levriero: Guinefort guaritore di bambini (1982)
- 6. Antonio Foscari e Manfredo Tafuri, L'armonia e i conflitti: la chiesa di San Francesco della Vigna nella Venezia del '500 (1983)
- 7. Pietro Redondi, Galileo eretico (1983, 1988)
- 8. Franco Ramella, Terra e telai: sistemi di parentela e manifattura nel Biellese dell'Ottocento (1983)
- 9. Natalie Zemon Davis, Il ritorno di Martin Guerre: un caso di doppia identità nella Francia del Cinquecento (1984)
- 10. Giovanni Levi, L'eredità immateriale: carriera di un esorcista nel Piemonte del Seicento (1985)
- 11. Alessandro Portelli, Biografia di una città, storia e racconto: Terni, 1830-1985 (1985)
- 12. Paul Boyer e Stephen Nissenbaum, La città indemoniata: Salem e le origini sociali di una caccia alle streghe (1986, 1992)
- 13. Anton Blok, La mafia di un villaggio siciliano, 1860-1960: imprenditori, contadini, violenti (1986)
- 14. Gregory Bateson, Naven: un rituale di travestimento in Nuova Guinea (1988)
- 15. Patrizia Guarnieri, L'ammazzabambini: legge e scienza in un processo toscano di fine Ottocento (1988)
- 16. Roberto Zapperi, Annibale Carracci: ritratto di artista da giovane (1989)
- 17. Sara Cabibbo e Marilena Modica, La santa dei Tomasi: storia di suor Maria Crocifissa, 1645-1699 (1989)
- 18. Osvaldo Raggio, Faide e parentele: lo Stato genovese visto dalla Fontanabuona (1990)
- 19. Paolo Vineis, Modelli di rischio: epidemiologia e causalità (1990)
- 20. Alain Boureau, La papessa Giovanna (1991)
- 21. Maurizio Bertolotti, Carnevale di massa 1950 (1991)